# Hero Online
Hero Online é um MMORPG produzido pela empresa sul-coreana MGame e publicado no Brasil pela empresa Ongame. O clima e história do jogo remete os jogadores para as lendas chinesas e a cultura do país. Seu gráfico é totalmente em 3D. Existem quatro classes no jogo, são elas: guerreiro, caçador, alquimista e assassino. Possui uma grande diversidade de habilidades para cada classe. O jogo é gratuito no Brasil (free-to-play/F2P), com opção de compra de itens por dinheiro ganho no jogo ou por dinheiro real (item mall/cash).

## História
Segundo a antiga lenda, o herói, Qin Shi Huangdi (também conhecido como Qin Shi Huang), ponha um fim a uma era de caos e desordem pela unificação da China. 
Chamando-se o "Filho do Céu", Qin Shi Huangdi sonhava em um dia se tornar imortal. 
Tão fervorosa era sua paixão por isso que o , Imperador Huangdi enviou mais de 500 meninos e meninas para Montanha Trinity, e centenas de Taoistas místicos de todo o terreno, a fim de conhecer os segredos da imortalidade. Incansavelmente e impiedosamente, Huangdi procurou e exterminou todos os que lhe opunham ao tentar tudo em seu poder para se tornar um deus. 
Infelizmente, como é o caminho de todas as coisas mortais, Qin Shi Huang foi incapaz de evitar a sua morte ou a queda de sua dinastia imperial. Todos os vestígios da sua glória e riqueza desapareceram do mundo quando seu palácio, Ah-Bang, ardeu em chamas após a sua morte. Muitos anos mais tarde, na idade de nossos pais, duas décadas atrás, o sol desapareceu e a escuridão se espalhou por todo o céu e a terra. Nesta escuridão, Doze homens, misteriosamente apareceram agitando as próprias fundações da terra com seu caos e destruição. Durante este tempo muitas casas e clãs se aliaram em grupos para combater os Doze homens, mas em vão. As famosas casas de Tae-San Pa de San-Dong, Gun-Pa de Hae-Nam, Bok-Gun, Kwang-Dong, Myo-Gang, Sa-Chun, Ok-Mun Guan, Dae-Mak e San Suh caíram sob as mãos dos Doze homens, deixando o povo de suas terras indefesos e temerosos. Com os Doze homens trazendo a destruição do povo, era possível seguir a trilha de sangue por onde os Doze homens passavam 
Em um esforço maciço para parar o Doze homens, monges reuniram todos os caçadores da terra para enfrentar a irrefreável Dúzia no campo de batalha. 10.000 caçadores mobilizaram-se naquele dia armados com feitiços e armas de todas as formas e poder. Ninguém mais, além dos Doze homens, sobreviveu. 
Na sequência do enorme fracasso dos caçadores, os lendários monges Shaolin resolutamente reuniram-se para enfrentar esse ameaça à toda à vida na Terra. Mas a grande consternação do povo, toda a esperança de paz e tranqüilidade pareciam perdidas quando até mesmo o lendário poder dos Shaolin não podia parar o tumulto dos Doze homens. O povo então chorou e se desesperou, uma vez que nada na terra parecia ter o poder de para o que estava acontecendo, enquanto o Templo de Shaolin, ardia lentamente e dolorosamente. 
Mas no momento de profundo desespero, um misterioso herói apareceu e incutiu esperança. Concebeu um plano utilizando sua estratégias mais avançadas, o misterioso herói atraiu os Doze homens para uma armadilha em que seus 3.000 melhores guerreiros estavam aguardando. Após dez dias de longa e fatigante luta ininterrupta, todos os Doze homens foram mortos com o custo da vida de seus 3 mil soldados. 
Até hoje, ninguém sabe exatamente o porquê Doze homens terem aparecido e devastado a terra, mas rumores dizem que eles estavam procurando pela posse mais valiosa de Qin Shi Huang, seu tesouro de mil anos... 
Após a destruição dos Doze homens, o misterioso herói fundou uma casa de guerreiros, onde todos os maiores lutadores reuniram para participar. O herói se tornou conhecido como o maior lutador de todos os tempos, e as pessoas lhe chamavam de O Grande Dragão. Por vinte anos, o povo da terra sabia verdadeira paz, como O Grande Dragão espalhou justiça e igualdade por toda a terra. Enquanto o Grande Dragão estava vivo, ninguém jamais sofreu. 
Mas em um dia triste e confuso, O Grande Dragão foi encontrado morto com sinais de homicídio apontando para alguém de sua casa. Ironicamente, o alegado assassino não foi nenhum guerreiro ou lutador; mas sim sua esposa. 
Trata-se de rumores, no entanto, que após descobrirem o Grande Dragão, os membros da casa encontraram sua esposa junto ao corpo de seu marido sussurrando repetidamente, "Eles estão de volta .... O Doze voltaram ....". 
Após receber a noticia da morte de seu herói, o povo da terra estava chocado e revoltado. O pânico voltou a se espalhar pela terra. Qual da profecia? Haverá grande perigo agora que o nosso herói já morreu? O que exatamente a esposa estava referindo-se quando ela mencionou, "os Doze deles"? Será que os Doze homens teriam voltado? Quem irá nos salvar agora que nosso herói morreu? 
Medo e apreensão espalhou como fogo em toda a terra com as notícias da morte do Grande Dragão. A incerteza reinou suprema em todo o coração. Se os Doze realmente voltaram da morte, todo do céu e terra estariam em grave perigo, a menos que um novo herói surgisse para salvar o mundo novamente...
Será você esse novo Herói?

## Começando a jogar
O jogador deve criar um personagem, podendo ser homem ou mulher de acordo com o tipo de arma que o personagem irá usar. Cada um dos personagens se especializa em seu próprio armamento.

## Classes
As classes do Hero Online são divididas pelas armas que os personagens utilizam, as quatro classes são: Lâmina Impiedosa (espada e lâmina masculino), A elegância Mística (lança e cetro feminino), Olhos Perfurantes (espada e lâmina feminino) e o Revelador Celestial (lança e cetro masculino)

## Profissão
Quando chegam no primeiro Dan, os jogadores poderão escolher uma profissão independente da classe escolhida. As habilidades que você irá obter dependerão do trabalho que você escolher. Quando estiver no quinto Dan, os jogadores podem escolher uma segunda profissão.

### Guerreiro
Mestres no combate corpo a corpo, utilizando-se de habilidades de combate, é possível aumentar a potência do seu ataque e defesa, podendo beneficiar as pessoas de seu grupo.
Também conta com o benefício de habilidades passivas de aumento de HP.
As habilidades são:
1. Oração dos Guerreiros
2. Vigor do Urso

### Segunda Promoção
Supremo: Analisando seu oponente é capaz de usar das habilidades de combate para aumentar sua própria força enquanto diminui o dano do ataque que seu adversário pode causar. 
Mestre: Estudado nas artes defensivas, é capaz de aumentar sua própria defesa e fazer seu adversário perder parte de sua defesa. 

### Caçador
Especializados em rastrear e domar guardiões e vom um bom olho para detectar minérios fazem do Caçador uma importante peça no jogo.
Essa classe conta também com skills passivas para aumentar sua defesa.

### Segunda Promoção
Perseguidor: Especialistas em defesa, suas habilidades são focadas para sobreviver a qualquer custo de ataques de monstros e outros jogadores. 
Batedor: Com muito treino e determinação, o batedor é um especialista em ataques e suas habilidades são voltadas para isso. 

### Alquimista
Estudiosos das artes mágicas e medicinais, o Alquimista pode usar seu conhecimento para conferir ao grupo danos por veneno, confusão ou paralisia, ou curar seus aliados das mesmas doenças.
As Skills Passivas do Alquimista amplificam o MP e a Defesa de Skill.

### Segunda Promoção
Sacerdote: Utiliza habilidades defensivas para curar e proteger a si mesmo e seus aliados. 
Shamã: Usa as energias místicas para causar danos em seus inimigos e usa de maldições para deixá-los mais fracos e paralisa-los 
Os shamãs são muito chamados em guerras.

### Assassino
Utilizando-se das sombras e escuridão, o Assassino é um artista da morte silenciosa graças as suas skills de camuflagem.
As Skills Passivas aumentam a Taxa de Ataque e Evasão.

### Segunda Promoção
Ninja: Usando as artes secretas de combate, o ninja consegue diminuir a velocidade e agilidade de seus oponentes, tornando seus inimigos presas fáceis.
Retalhador: Usando de alta concentração e disciplina, o retalhador treina suas técnicas mortais de aumento de agilidade e velocidade, fazendo muitas vezes com que seus inimigos nem saibam o que os atingiu.

## Skills Cinematográficas
Fluxo do Vento
Assim como nos filmes chineses, no Hero Online você também pode realizar aqueles pulos incríveis e se movimentará de uma forma muito mais rápida por cima de muros e telhados.
Quando você aprimorar essa técnica e conseguir a skill Voo, será possível até mesmo voar pelos cenários, conferindo ao personagem uma velocidade incrível e uma grande altura.
Skill de Combate
Diferente de outros jogos, os criadores do Hero Online preocuparam-se também com o visual das skills de combate, cada uma tem uma imagem unica e confere ao jogo um realismo fora do comum, imergindo o jogador nas lutas como se tivesse em um filme de kung-fu.

## Clã e Facções
Como forma de melhorar a comunicação entre os jogadores e cria ruma comunidade forte, o Hero Online possui dois sistemas de agrupamento de personagens com a finalidade de se ajudarem mutuamente.
O primeiro é o sistema de Clã, parecido com o sistema de [Guilda] encontrado em outros como como o [WYD], dá a opção do jogador se juntar com amigos ou novos amigos, para criar o clã é preciso de um personagem com 4 Dan e dez milhões de gold, o líder do clã pode convidar ou excluir personagens para fazer parte de seu clã, jogadores de um mesmo clã também compartilham informações na tela de informação sobre o clã e assim que entram em um clã, sobre a cabeça do personagem aparece o nome e simbolo do clã. Ainda dentro desse sistema é possível se utilizar da facilidade do Mestre e discípulo. Um veterano do mesmo clã ajuda o novato a evoluir mais rápido o personagem e esse é um dos grandes diferenciais do Hero Online.
O segundo é o sistema de Facção, você escolhe entre duas facções disponíveis na criação do personagem, a Zhuang (azul) e a Shao (vermelha), baseado na sua escolha, você fará parte de uma das duas facções.
Escolher uma facção é muito importante no futuro de jogo, pois é baseado nessa escolha que você irá participar das guerras entre facções. A partir do nível 40 você pode começar a participar dessas guerras. O jogo separa 2 dias, em 3 horários para essas guerras, as terças e quintas feiras – 16h, 19h e 22h. As terças são para os iniciantes, do nível 40 até 59 e nas quintas do nível 60 pra cima.

## Quests
Nível para fazer a Quest – Nome da Quest
Início: Com qual NPC falar para dar início a Quest (Local – Coordenada)
“Item da Quest” (Monstro que dropa o item)
Recompensa: Itens, Dinheiro e quantia de Experiência ganha
Nível 01 – Unir ao Castelo Dragão
Início: Lorde Sagun (Castelo Dragão – 425,159)
Pegar o “Caderno” com a Taverneira, Sohae (Castelo Dragão – 249,207) e levar para Lorde Sagun (Castelo Dragão – 425,159)
Recompensa: 50 xp
Nível 02 – Recolhendo Impostos
Início: Lorde Sagun (Castelo Dragão – 425,159)
Falar com Loja de Acessórios, Wang (Castelo Dragão – 283,121), Loja de Armaduras, Hwang (Castelo Dragão – 289,105), Loja de Armas, Hyun (Castelo Dragão – 261,109), Estábulo, Ma (Castelo Dragão – 205,127), Taverneira, Sohae (Castelo Dragão – 249,207), Alquimista Real (Castelo Dragão – 289,215) e Livraria, Seo (Castelo Dragão – 287,187) e levar para Lorde Sagun (Castelo Dragão – 425,159)
Recompensa: 150 xp
Nível 03 – Reparo da Faca de Cozinha Quebrada
Início: Taverneira, Sohae (Castelo Dragão – 249,207)
Levar a “Faca de Cozinha Quebrada” para o Ferreiro, Jang (Castelo Dragão – 237-115) e devolver a “Faca de Cozinha” para Taverneira, Sohae (Castelo Dragão – 249,207)
Recompensa: 50 Poções de Cura Pequeno e 150 xp
Nível 04 – Javali Selvagem Violento
Início: Agricultor (Castelo Dragão – 427,279)
Conseguir 10 “Presa de Javali Selvagem” (Javali Selvagem) e levar de volta para Agricultor (Castelo Dragão – 427,279)
Recompensa: 2.500 Gold e 300 xp
Nível 05 – A Lição
Início: Chefe da Guarda, Lee (Castelo Dragão – 211,165), Guarda, Woo (Castelo Dragão – 211,157), Guarda, Jule (Castelo Dragão – 287,259), Guarda, Jong (Castelo Dragão – 273,259), Guarda, Sam (Castelo Dragão – 273,61), Guarda, Shim (Castelo Dragão – 289,61)
Fale com cada um e anote qual fala cada qualidade: Cavalheirismo, Moralidade, Lealdade, Virtude, Amor e Humanidade. Voltar ao Lorde Sagun (Castelo Dragão – 425,159) e responder as perguntas. Obs.: As respostas mudam para cada personagem.
Recompensa: 960 xp
Nível 06 – Anel Perdido
Início: Loja de Acessórios, Wang (Castelo Dragão – 283,121)
Conseguir 10 “Anel de Jade Esmeralda” (Bandido) e levar de volta para Loja de Acessórios, Wang (Castelo Dragão – 283,121)
Recompensa: Jade e 960 xp
Nível 07 – Lealdade, Ofereça um Presente
Início: Treinador de Guerreiros, Gen. Hwang (Castelo Dragão – 445,225)
Refinar uma “Espada Curta” 02 vezes usando “Opala” e levar de volta para Treinador de Guerreiros, Gen. Hwang (Castelo Dragão – 445,225). Obs.: Usar duas Opalas de uma vez apenas aumenta a chance do refinamento funcionar.
Recompensa: 2.880 xp
Nível 08 – Eliminar os Lobos Negros
Início: Alquimista Real (Castelo Dragão – 289,215)
Conseguir 10 “Canino de Lobo Negro” (Lobo Negro) e levar de volta para Alquimista Real (Castelo do Dragão – 289,215)
Recompensa: 4.775 xp
Nível 09 – Recuperação do Líquido
Início: Chefe da Guarda, Lee (Castelo Dragão – 211,165)
Conseguir 01 “Cabeça do Grande Lobo Negro” (Grande Lobo Negro) e 10 “Licor de Macaco Selvagem” (Macaco Selvagem) e levar de volta para Chefe da Guarda, Lee (Castelo Dragão – 211,165)
Recompensa: 03 Armas da Classe do Personagem, 10.000 Gold e 4.320 xp
Nível 10 – Pedido Tedioso
Início: Taverneira, Sohae (Castelo Dragão – 249,207)
Conseguir 10 “Licor de Rei Macaco” (Macaco Rei) e levar de volta para Taverneira, Sohae (Castelo Dragão – 249,207)
Recompensa: 6.000 Gold e 9.168 xp
Nível 11 – Humanidade, Devoção Urgente
Início: Treinador de Alquimistas, Bong (Castelo Dragão – 419,225)
Levar “Bilhete com Receita Médica” para o Alquimista Sagrado (Planalto – 77,95), receber a “Caixa de Remédios” e levar de volta para o Treinador de Alquimistas, Bong (Castelo Dragão – 419,225)
Recompensa: 15.088 xp
Nível 12 – Limpando a Bagunça
Início: Taverneira, Chung (Planalto – 417,435)
Conseguir 10 “Couro do Urso Cinza” (Urso Cinza) e 10 “Chakram do Ladino” (Ladino) e levar de volta para Taverneira Chung (Planalto – 417,435)
Recompensa: 02 Bota Esmeralda Cruel, 2.000 Gold e 15.088 xp
Nível 13 – Cavalheirismo, Purifique um Traidor
início: Guerreiro de Escolta (Castelo Dragão – 331,185)
Conseguir de 05 a 40 “Casaco do Ladino” (Ladino) e levar de volta para Guerreiro de Escolta (Castelo Dragão – 331,185)
Recompensa: de 18.216 xp para 5 “Casaco de Ladino” até 36.432 xp para 40 “Casaco de Ladino”
Nível 14 – Entrega para o Castelo Dragão
Início: Taverneira, Chung (Planalto – 417,435)
Conseguir 10 “Lágrimas de Urso” (Urso Cinza) e 10 “Pedra de Aço do Ladino” (Ladino), levar de volta para Taverneira Chung (Planalto – 417,435), trocar com ela por “Bolsa de Urso” e “Bolsa de Ferro”, entregar a “Bolsa de Urso” para o Alquimista Real (Castelo Dragão – 289,215) e a “Bolsa de Ferro” para o Ferreiro, Jang (Castelo Dragão – 237,115)
Recompensa: 30 Poções de Cura e 20.274 xp com o Alquimista Real (Castelo Dragão – 289,215) e 30 Poções de Cura e 20.274 xp com o Ferreiro, Jang (Castelo Dragão – 237,115)
Nível 15 – Amor, Notícias da Mãe
Início: Jovem Seo (Castelo Dragão – 447,51)
Levar o “Anel da Jovem Seo” para Senhora Peony (Planalto – 187,67) e voltar para a Jovem Seo (Castelo Dragão – 447,51)
Recompensa: 35.772 xp
Nível 16 – Honestidade, Erva do Alívio
Início: Alquimista Real (Castelo Dragão – 289,215)
Encontrar a Árvore da Cura no Planalto, pegar a “Erva do Alívio” e levar de volta para o Alquimista Real (Castelo Dragão – 289,215). Obs.: Existem 04 Árvores da Cura no Planalto. As coordenadas são 185,455 – 441,323 – 79,165 – 331,57
Recompensa: 43.780 xp
Nível 17 – Moralidade, unição e Rendição
Início: Chefe da Guarda, Lee (Castelo Dragão – 211,165)
Conseguir 01 “Lista de Contratos de Assassinatos” (Renegado) e levar de volta para Chefe da Guarda, Lee (Castelo Dragão – 211,165)
Recompensa: 53.240 xp
Nível 18 – Assegurando a Rota de Transporte
Início: Banqueiro, Sunny (Castelo Dragão – 335,111)
Conseguir 10 “Tablete do Assassino” (Assassino) e 10 “Adagas do Renegado” (Renegados) e levar de volta para Banqueiro, Sunny (Castelo Dragão – 335,111)
Recompensa: Brinco de Cobre, Amuleto de Cobre, 2.000 Gold e 53.240 xp
Nível 19 – Corrupção, Suspeita
Início: Taverneira, Chung (Planalto – 417,435)
Levar o “Livro de Registros de Chung” para Lorde Sagun (Castelo Dragão – 425,159)
Recompensa: 115.984 xp
Nível 20 – Corrupção, Divulgação
Início: Taverneira, Jun (Pântano Venenoso – 463,441)
Conseguir “Livro de Registros Secretos de Chung” nas pedras em volta do lago ao lado da Taverna do Planalto e levar de volta para Lorde Sagun (Castelo Dragão – 425,159). Obs.: Existem 4 pedras em volta do lago onde você pode encontrar o “Livro de Registros Secretos de Chung”. As coordenadas são 427,403 – 415,419 – 319,417 – 383,405
Recompensa: 88.242 xp
Nível 21 – A Entrega da Seda
Início: Loja de Armaduras, Hwang (Castelo Dragão – 289,105)
Levar 10 “Seda” para Taverneira, Jun (Pântano Venenoso – 463,441)
Recompensa: 12.000 Gold e 88.242 xp
Nível 22 – Corrupção, Interrogação
Início: Taverneira, Chung (Planalto – 417,435)
Responda para Taverneira, Chung (Planalto – 417,435) 1.050.000, 315.000, 299.250 e 302.400 e volte para falar com Lorde Sagun (Castelo Dragão – 425,159)
Recompensa: 124.530 xp
Nível 23 – Eliminar os Seguidores da Ilusão Vermelha
Início: Taverneira, Jun (Pântano Venenoso – 463,441)
Conseguir 10 “Tablete do Lanceiro Rubro” (Lanceiro Rubro) e 10 “Tablete do Arqueiro Rubro” (Arqueiro Rubro) e levar de volta para Taverneira Jun (Pântano Venenoso – 463,441)
Recompensa: 02 Máscara Demoníaca, 2.000 Gold e 124.530 xp
Nível 24 – Corrupção, Desconfiança
Início: Clicando em qualquer uma das Fogueiras que fazem parte da Quest
Conseguir “Livros de Registros Secretos de Jun” nas foqueiras do Pântano Venenoso e levar de volta para Lorde Sagun (Castelo Dragão – 425,159). Obs.: Existem 04 Foqueiras no Pântano Venenoso onde você pode encontrar o “Livro de Registros Secretos de Jun”. As coordenadas são 223,217 – 115,219 – 65,325 – 97,97
Recompensa: 173.166 xp
Nível 25 – Eliminar os Sapos Venenosos
Início: Taverneira, Jun (Pântano Venenoso – 463,441)
Conseguir 10 “Fígado de Sapo Venenoso” (Sapo Venenoso) e levar de volta para Taverneira, Jun (Pântano Venenoso – 463,441)
Recompensa: 01 Carbúnculo, 01 Azul-Celeste e 173.166 xp
Nível 25 – Remédio Desagradável
Início: Alquimista Louco (Pântano Venenoso – 473,153)
Conseguir 05 “Pêlo de Tarântula” (Tarântula) e levar de volta para Alquimista Louco (Pântano Venenoso – 473,153). Obs.: Essa Quest pode ser repetida várias vezes até o Nível 29. No Nível 30 fale novamente com o Alquimista Louco (Pântano Venenoso – 473,153) para encerrar a Quest
Recompensa: 6.038 xp
Nível 26 – Pedido de um Medicamento Desagradável
Início: Guarda, Kwak (Caverna das Ruínas – 7,41)
Receber “Pilão e Pau de Pilão”, conseguir “Asa de Morcego” (Morcego) para transformar em 05 “Asa de Morcego Triturado” usando “Pilão e Pau de Pilão” e levar de volta para Guarda, Kwak (Caverna das Ruínas – 7,41)
Recompensa: 226.600 xp
Nível 27 – Recuperar a Seda
Início: Taverneira, Jun (Pântano Venenoso – 463,441)
Conseguir 5 “Seda Perdida” (Caixa) e levar de volta para Taverneira, Jun (Pântano Venenoso – 463,441)
Recompensa: 03 Armas da Classe do Personagem e 113.300 xp
Nível 27 – Pedindo Ajuda – O Antídoto
Início: Alquimista Real (Castelo do Dragão – 289,215)
Conseguir 10 “Presa de Víbora” (Víbora) e 10 “Bolsa de Tarântula” (Tarântula) e levar de volta para Alquimista Real (Castelo do Dragão – 289,215)
Recompensa: 02 Armadura Dragão Cruel, 5.000 Gold e 116.180 xp
Nível 28 – Corrupção, Verdade
Início: Clicando em qualquer um dos Baús que fazem parte da Quest
Conseguir “Livro de Registros Secretos de Lorde Sagun” nas lago do Pântano Venenoso e levar de volta para Taverneira, Jun (Pântano Venenoso – 463,441), ou para Taverneira, Chung (Planalto – 417,435), ou para Lorde Sagun (Castelo Dragão – 425,159). Obs.: Existem 04 baús dentro do lago onde você pode encontrar o “Livro de Registros Secretos de Lorde Sagun”. As coordenadas são 201,189 – 165,191 – 157,239 – 177,227
Recompensa: 231.150 xp entregando para Taverneira, Jun (Pântano Venenoso – 463,441), 385.250 xp entregando para Taverneira, Chung (Planalto – 417,435) e 308.200 xp entregando para Lorde Sagun (Castelo Dragão – 425,159).
Nível 29 – A Vingança
Início: Loja de Armas, Hyun (Castelo Dragão – 261,109)
Conseguir 10 “Presilha da Arqueira Rubro” (Arqueira Rubro) e levar de volta para Loja de Armas, Hyun (Castelo Dragão – 261,109)
Recompensa: 100 Poção de Cura, 3.000 Gold e 308.200 xp
Nível 30 – Recuperar Objeto Perdido
Início: Guarda, Kwak (Caverna das Ruínas – 7,41)
Conseguir “Lança do Poeta” nos Rack de Armas na Caverna das Ruínas e levar de volta para Guarda, Kwak (Caverna das Ruínas – 7,41). Obs.: Existem 04 Racks de Armas na Caverna das Ruínas onde vc pode encontrar a “Lança do Poeta”. As coordenadas são 111,121 – 147,139 – 247,95 – 127,235
Recompensa: 394.706 xp
Nível 30 – Suprimento de Armaduras
Início: Taverneira, Liu (Espiral Espiritual – 71,437)
Conseguir 05 “Roupa da Virago” (Virago) e levar de volta para Taverneira, Liu (Espiral Espiritual – 71,437). Obs.: Essa Quest pode ser repetida várias vezes.
Recompensa: Livro do Elmo da Águia Sangrenta
Nível 30 – Couro Peculiar
Início: Taverneira, Liu (Espiral Espiritual – 71,437)
Conseguir 05 “Couro de Leopardo Negro” (Leopardo Negro) e levar de volta para Taverneira, Liu (Espiral Espiritual – 71,437). Obs.: Essa Quest pode ser repetida várias vezes até o Nível 34. No Nível 35 fale novamente com a Taverneira, Liu (Espiral Espiritual – 71,437) para encerrar a Quest
Recompensa: 9.605 xp
Nível 33 – Rota de Comércio
Início: Taverneira, Liu (Espiral Espiritual – 71,437)
Conseguir 10 “Evidência da Virago” (Virago) e 20 “Evidência Ancestral do Assassino” (Assassino Ancestral) e levar de volta para Taverneira, Liu (Espiral Espiritual – 71,437)
Recompensa: 02 Livros de Skill da Classe do Personagem e 528.124 xp
Nível 34 – Suprimento de Materiais
Início: Taverneira, Liu (Espiral Espiritual – 71,437)
Conseguir 10 “Flecha do Duende” (Duende) e 20 Cauda do Escorpião (Escorpião) e levar de volta para Taverneira, Liu (Espiral Espiritual – 71,437)
Recompensa: 03 Jade Esmeralda, 35.000 Gold e 609.330 xp
Nível 35 – Ornamento Multifuncional
Início: Taverneira, Liu (Espiral Espiritual – 71,437)
Conseguir 05 “Escama de Anfíbio” (Guerreiro Anfíbio/Guerreira Anfíbio) e levar de volta para Taverneira, Liu (Espiral Espiritual – 71,437). Obs.: Essa Quest pode ser repetida várias vezes até o Nível 39. No Nível 40 fale novamente com a Taverneira, Liu (Espiral Espiritual – 71,437) para encerrar a Quest
Recompensa: 16.955 xp
Nível 36 – Os Quatro Loucos
Início: Loja de Armas, Hyun (Castelo Dragão – 261,109)
Conseguir 05 “Arma do Cavaleiro Terrível” (Cavaleiro Terrível), 01 “Arma do Macaco Corrupto” (Monge Corrupto) e 15 “Canino do Leopardo Negro” (Leopardo Negro) e levar de volta para Loja de Armas, Hyun (Castelo Dragão – 261,109)
Recompensa: 03 Armas da Classe do Personagem, 10.000 Gold e 1.045.070 xp
Nível 37 – Recuperação do Livro de Skill
Início: Livraria, Seo (Castelo Dragão – 287,187)
Conseguir 01 “Livro de Skill da Lua Demoníaca (Vol.1)” (Guerreiro Anfíbio) e 01 “Livro de Skill da Lua Demoníaca (Vol.2)” (Guerreira Anfíbio) e levar de volta para Livraria, Seo (Castelo Dragão – 287,187)
Recompensa: 100 Pílula de Renascimento, 20.000 Gold e 878.796 xp
Nível 39 – Pedido da Taverneira, Ming
Início: Taverneira, Ming (Planícies do Sul – 389,79)
Conseguir 15 “Cimitarra do Espadachim Cruel” (Espadachim Cruel) e levar de volta para Taverneira, Ming (Planícies do Sul – 389,79)
Recompensa: 02 Coroa Hero de Ming, 10.000 Gold e 1.155.384 xp
Nível 43 – Artesanato
Início: Ferreiro, Jinmu (Planícies do Sul – 415,41)
Conseguir 03 “Espada do Espadachim Cego” (Espadachim Celeste) e 20 “Garra do Leopardo das Planícies do Sul” (Leopardo das Planícies do Sul) e levar de volta para Ferreiro, Jinmu (Planícies do Sul – 415,41)
Recompensa: 03 Armas da Classe do Personagem e 2.352.140 xp
Nível 45 – Banindo os Ladrões
Início: Guarda, Jinsu (Planícies do Sul – 357,103)
Conseguir 20 “Chapéu de Bamboo do Ninja Negro (Ninja Negro) e 20 “Pena do Falcão Vermelho” (Falcão Mágico) e levar de volta para Guarda, Jinsu (Planícies do Sul – 357,103)
Recompensa: 02 Armadura de Águia Dourada de Jinsu, 55.000 Gold e 1.208.326 xp
Nível 48 – Recuperação dos Bens Perdidos
Início: Banqueiro, Sun Hwa (Planícies do Sul – 443,117)
Conseguir 01 “Mercadorias do Banqueiro” (Valkiria do Clã do Veneno) e levar de volta para Banqueiro, Sun Hwa (Planícies do Sul – 443,117)
Recompensa: Anel de Pérola Negra de Sun Hwa, Amuleto de Cristal de Sun Hwa, 10.000 Gold e 1.672.240 de xp
Nível 50 – Presente para um Amigo
Início: Livraria, Woon (Planícies do Sul – 431,129)
Levar o “Presente da Livraria, Woon” para Livraria, Seo (Castelo Dragão – 287,187), receber a “Carta da Livraria, Seo” e levar de volta para Livraria, Woon (Planícies do Sul – 431,129)
Recompensa: 4.961.376 de xp
Nível 50 – A Promoção – Começando uma Nova Jornada
Início: Administrador de Clã, Yeo (Castelo Dragão – 347,217)
Conseguir 16 “Dente do Leopardo das Planícies do SUl” (Leopardo das Planícies do SUl) e levar de volta para Administrador de Clã, Yeo (Castelo Dragão – 347,217)
Recompensa: 685.760 de xp
Nível 50 – A Promoção – Para o Objetivo
Início: Administrador de Clã, Yeo (Castelo Dragão – 347,217)
Levar a “Carta do Administrador de Clã, Yeo” para Taverneira, Chung (Planalto – 417,435)
Recompensa: 345.984 de xp
Nível 50 – A Promoção – Grande Dedicação
Início: Taverneira, Chung (Planalto – 417,435)
A Taverneira, Chung vai pedir para você recolher 1 desses 4 itens:
Conseguir 33 “Luva do Ninja Negro” (Ninja Negro) e levar de volta para Taverneira, Chung (Planalto – 417,435)
Recompensa: 1.633.500 de xp
Conseguir 28 “Bico de Falcão Vermelho” (Falcão Mágico) e levar de volta para Taverneira, Chung (Planalto – 417,435)
Recompensa: 1.428.233 de xp
Conseguir 24 “Roupa Interna da Valkiria do Clã do Veneno” (Valkiria do Clã do Veneno) e levar de volta para Taverneira, Chung (Planalto – 417,435)
Recompensa: 1.206.342 de xp
Conseguir 21 “Roupa Interna da Amazona do Clã do Veneno” (Amazona do Clã do Veneno) e levar de volta para Taverneira, Chung (Planalto – 417,435)
Recompensa: 1.059.712 de xp
Nível 50 – A Promoção – Um Longo Caminho a Percorrer
Início: Taverneira, Chung (Planalto – 417,435)
Levar a “Carta da Taverneira, Chung” para Taverneira, Jun (Pântano Venenoso – 463,441), Taverneira, Liu (Espiral Espiritual – 71,437), Taverneira, Ming (Planícies do Sul – 389,79) ou Taverneira, ? (Vale Silencioso – ?)
Recompensa: 864.960 de xp
Nível 50 – A Promoção – O Final
Início: Taverneira, Jun (Pântano Venenoso – 463,441), Taverneira, Liu (Espiral Espiritual – 71,437), Taverneira, Ming (Planícies do Sul – 389,79) ou Taverneira, ? (Vale Silencioso – ?)
Levar o “Certificado para o Teste Final” para Chefe da Guarda, Lee (Castelo Dragão – 211,165)
Recompensa: 345.984 de xp
Nível 50 – A Promoção – O Fim da Jornada
Início: Chefe da Guarda, Lee (Castelo Dragão – 211,165)
Conseguir 10 “Cabeça do Tigre Jovem” (Tigre Jovem) e levar de volta para Chefe da Guarda, Lee (Castelo Dragão – 211,165)
Recompensa: Tablete de Aprovação da 2ª Profissão e 989.600 de xp
Obs: Após receber o “Tablete de Aprovação da 2ª Profissão” converse com General, Yong (Planícies do Sul – 463,87) sobre a 2ª Profissão e receba 864.960 de xp e 10 pontos de Skill

## Outros sistemas do jogo
Sistema Omok
Os jogadores podem experimentar uma imersão maior no mundo oriental, realizando partidas de [Ommok] que é um tradicional jogo de estratégia chinês, ou seja, se você cansou de matar monstros ou fazer quests, você pode convidar um amigo para jogar Omok com você.
Caça à Recompensa
Nesse sistema você pode colocar uma recompensa sobre um outro jogador, fazendo com que ele seja caçado dentro do jogo por qualquer um que esteja disposto a caçar alguém por gold. Para saber quem esta sendo caçado basta olhar a Lista de Procurados você irá verificar em qualquer lugar, uma lista de todos os usuários que estão sendo procurado no momento.
Sistema de PvP
Em alguns locais determinados é possível os usuários lutarem entre si, mesmo não estando em uma guerra. Para evitar o abuso, o jogo conta com um sistema de [karma], que é aplicado toda a vez que você mata ou morre.

## Outras informações sobre o jogo
É possível, por exemplo, o personagem ter guardiões animais de montaria ou animais ajudantes, que primeiro devem ser domados. Possui amplos lugares de caça com monstros disponíveis a todo momento. Possui sistema de clãs e de facções (Zhuang ou Shao).
O sistema de guardião tem duas funções básicas, a primeira é de transporte, carregando o personagem e seus equipamentos, fazendo com que sua locomoção seja mais rápida e recebendo o dano no lugar do personagem em uma possível batalha. O segundo tipo de guardião é o de combate ajuda o personagem nas batalhas e se evoluído até o nível de Guardião Divino, poderá usar skills especiais de combate.
Para conseguir um Guardião o personagem pode comprá-lo de um outro jogador ou domar um guardião selvagem.
Em Hero Online, o nível não é representado como nos outros jogos. Cada nível é representado pela palavra "kyu". Por exemplo: level 1 = 1kyu. Já ao atingir o nível 10, passa a se chamar 1dan. Assim, seguem os exemplos: level 13 = 1dan e 3kyu, level 39 = 3dan e 9kyu. O game também possui sistema PvP (Player Vs Player) e RvR (batalha entre facções).
Foi lançado comercialmente em 31 de Julho de 2006, em sua versão internacional.
Com a nova atualização é permitido aos jogadores criarem personagens lendários quando completarem uma determinada missão, liberando os jogadores para evoluírem seus personagens acima do nível 100 e conferindo poderes especiais pare quem se transformar em lendário, junto com isso, três novos mapas serão abertos apenas para os personagens divinos, onde a coleta de itens e a experiência são maiores que no resto dos mapas.
Os jogadores também terão a disposição um novo personagem no momento da criação, a Musa Majestosa, que utiliza armas duplas e instrumentos musicais como armas.
Para aqueles que já têm personagem criado, será disponibilizada a Lenda 4, que é a continuação da história no mundo de Hero Online.
Além de tudo isso, o jogo teve uma total alteração na interface interna, deixando o jogo muito mais intuitivo para seus jogadores.
Para criar sua conta no jogo, basta acessar o site oficial.